# نهر أولوآ
نهر أولوآ (بالإسبانية: Río Ulúa) هو نهر يقع في غرب هندوراس. ينبع من المنطقة الجبلية الوسطى في البلاد بالقرب من مدينة لا باز، ويتّجه شمالًا لمسافة تقارب 240 كيلومترًا (150 ميلًا) حتى يصبّ في الطرف الشرقي من خليج هندوراس 15°55′N 87°43′W / 15.917°N 87.717°W.
وأثناء مساره، ينضم إليه عدد من الأنهار، من بينها نهر سولاسو، ونهر هيكاتويو، ونهر أوتورو، ونهر تشاميليكون. يشتهر وادي نهر أولوآ بكونه موطنًا لأوانٍ مزخرفة مصنوعة من الكالسيت تعود إلى زمن حضارة المايا، ويوجد أحد هذه الأواني ضمن مجموعة المتحف البريطاني.